# 伊格內什蒂鄉

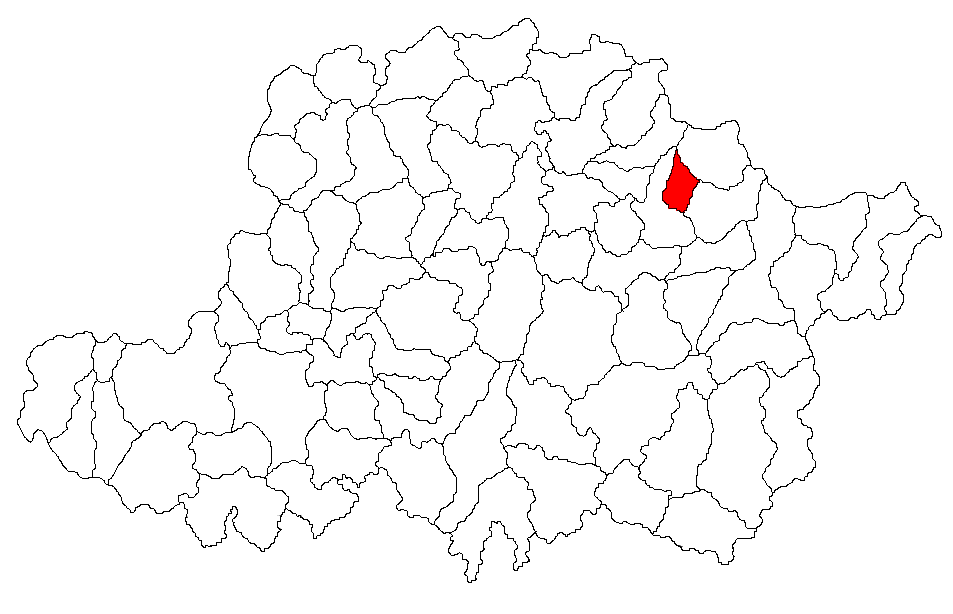
阿拉德的伊格内什蒂乡

46°24′N 22°10′E / 46.400°N 22.167°E
伊格內什蒂鄉（羅馬尼亞語：Comuna Ignești, Arad），是羅馬尼亞的鄉份，位於該國西部，由阿拉德縣負責管轄，面積52平方公里，海拔高度185米，2011年人口679，人口密度每平方公里16人。